# سمعان العمودي
سمعان العامودي (389-459): قديس وناسك سوري (سرياني) ولد في قرية سيسان بين سورية وقيليقية في الربع الأخير من القرن الرابع. عاش في منطقة حلب في سوريا وهو أول من ابتكر طريقة التنسك على عمود حجري، وهي طريقة انتشرت بعده في كافة مدن ومناطق الشمال السوري ومنها إلى أوروبا.
يقع دير القديس سمعان وقلعة سمعان وفيها العمود الذي تعبد وتنسك فوقه سمعان في منطقة جبل سمعان شمالي حلب في سورية وبلغ طول العمود حوالي 15 متراً. وصفه تيودوريطس أسقف قورش في كتاب يتحدث فيه عن نساك سوريا، ونسب إليه الكثير من المعجزات، منها أنه كان يقضي الصوم الأربعيني منتصباً على قمة العمود ليلاً ونهاراً دون طعام أو شراب، ويقال أنه توفي بهذه الهيئة.
بعد وفاة القديس سمعان بنى الإمبراطور الروماني في نفس المكان كنيسة فخمة حول العمود لا تزال قائمة اليوم ما عدا السقف ضمن آثار دير كبير. أصر بطريرك أنطاكية على نقل جثمان سمعان إلى أنطاكية بأمر من الإمبراطور ليون، ولكن الأهالي رفضوا، فأرسل الإمبراطور 600 جندي للقضاء على مقاومتهم، واستطاع نقل الجثمان إلى كنيسة القديس قسطنطين في أنطاكية. نقل الرفات لاحقاً إلى القسطنطينية ودفن في كنيسة آياصوفيا.

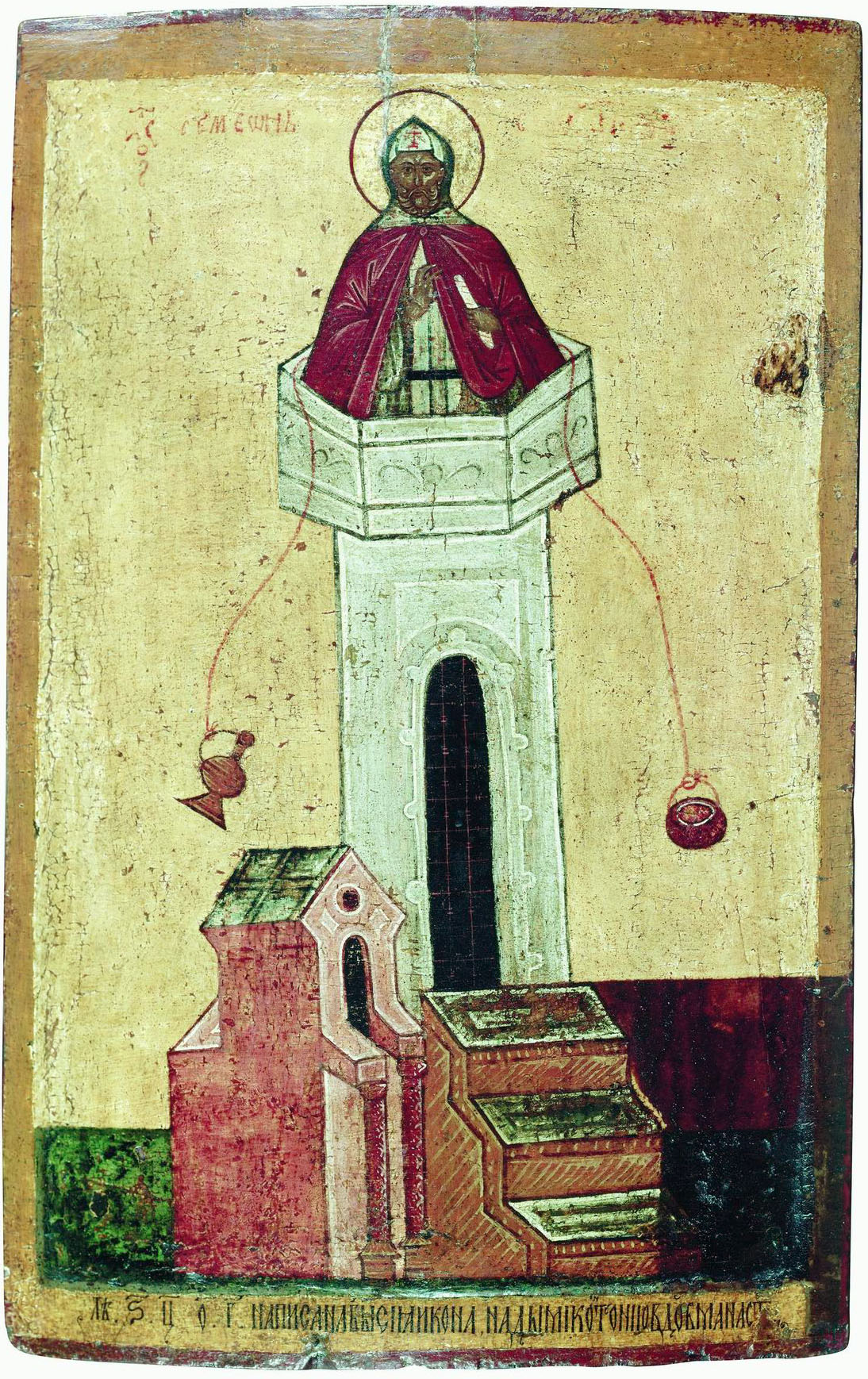
أيقونة القديس سمعان العمودي 1465

أصبحت الكنيسة في جبل سمعان في سوريا مقصداً للحجاج المسيحيين من أوروبا والشرق فكان الناس تحج إليها طوال العام، حررها صلاح الدين من الصليبيين وحولها إلى قلعة عسكرية، لا زالت تعرف باسم «قلعة سمعان» ودير سمعان وهي من الأماكن الأثرية المسيحية الهامة في سوريا.